# Elena Baltacha
Elena Sergeevna Baltacha (Oekraïens: Олена Сергіївна Балтача, Olena Serhiivna Baltatsja) (Kiev, 14 augustus 1983 – Ipswich, 4 mei 2014) was een professioneel tennisspeelster uit het Verenigd Koninkrijk, afkomstig van Oekraïense ouders. Aangezien ze de Britse nationaliteit had werd haar naam omgezet in Elena Sergeevna Baltacha volgens de regels van de Engelse transliteratie. Haar vader Sergej Baltatsja was een voetballer die uitkwam voor het Sovjet-nationaal voetbalelftal en in Engeland competitie speelde. Haar moeder Olga kwam uit op de vijfkamp en zevenkamp op de Olympische Spelen. Haar broer speelde in de Schotse voetbalcompetitie. Toen ze op vijfjarige leeftijd in Groot-Brittannië kwam wonen, verbleef ze in Ipswich en Perth.
Baltacha maakte in maart 2014 bekend dat ze aan leverkanker leed. Op 4 mei van dat jaar overleed ze hieraan op dertigjarige leeftijd. Een jaar later werd de winnaarstrofee van het heropgerichte WTA-toernooi van Nottingham naar haar genoemd.

## Posities op deWTA-ranglijst
Positie per einde seizoen:
| jaar | rang enkelspel | rang dubbelspel |
| ---- | -------------- | --------------- |
| 1999 | 880            | –               |
| 2000 | 397            | 638             |
| 2001 | 242            | 405             |
| 2002 | 157            | 262             |
| 2003 | 373            | 490             |
| 2004 | 202            | 355             |
| 2005 | 122            | 246             |
| 2006 | 347            | 508             |
| 2007 | 187            | 365             |
| 2008 | 136            | 961             |
| 2009 | 89             | 648             |
| 2010 | 55             | –               |
| 2011 | 50             | –               |
| 2012 | 172            | –               |
| 2013 | 220            | –               |

## Palmares

### WTA-finaleplaatsen enkelspel
geen

### WTA-finaleplaatsen dubbelspel
geen

### Gewonnen ITF-toernooien enkelspel
| nr. | finale     | toernooi   | dotatie  | tegenstandster in finale | score         |
| --- | ---------- | ---------- | -------- | ------------------------ | ------------- |
| 1.  | 2002-07-14 | Felixstowe | $25.000  | Kelly Liggan             | 4-6, 6-2, 6-3 |
| 2.  | 2002-07-28 | Pamplona   | $25.000  | Virginie Pichet          | 6-2, 6-1      |
| 3.  | 2005-10-16 | Jersey     | $25.000  | Daniela Kix              | 6-4, 6-4      |
| 4.  | 2008-03-30 | Jersey     | $25.000  | Ana Vrljić               | 6-1, 6-3      |
| 5.  | 2008-04-06 | Torhout    | $75.000  | Iveta Benešová           | 6-7, 6-1, 6-4 |
| 6.  | 2009-04-26 | Changwon   | $25.000  | Junri Namigata           | 6-3, 6-1      |
| 7.  | 2009-09-26 | Shrewsbury | $75.000  | Katie O'Brien            | 6-3, 4-6, 6-3 |
| 8.  | 2010-02-14 | Midland    | $100.000 | Lucie Hradecká           | 5-7, 6-2, 6-3 |
| 9.  | 2010-06-05 | Nottingham | $50.000  | Carly Gullickson         | 6-2, 6-2      |
| 10. | 2011-06-12 | Nottingham | $100.000 | Petra Cetkovská          | 7-5, 6-3      |
| 11. | 2013-06-16 | Nottingham | $50.000  | Tadeja Majerič           | 7-5, 7-6      |

### Gewonnen ITF-toernooien dubbelspel
| nr. | finale     | toernooi   | dotatie | partner              | tegenstandsters in finale        | score         |
| --- | ---------- | ---------- | ------- | -------------------- | -------------------------------- | ------------- |
| 1.  | 2002-07-21 | Valladolid | $25.000 | Natacha Randriantefy | Leanne Baker Manisha Malhotra    | 6-2, 6-3      |
| 2.  | 2002-07-28 | Pamplona   | $25.000 | Kelly Liggan         | Yvonne Doyle Susanne Trik        | 6-7, 7-6, 6-3 |
| 3.  | 2004-10-17 | Sunderland | $25.000 | Jane O'Donoghue      | Eva Fislová Stanislava Hrozenská | 6-1, 4-6, 6-2 |
| 4.  | 2005-09-25 | Glasgow    | $25.000 | Margit Rüütel        | Anne Keothavong Karen Paterson   | 6-3, 6-7, 6-2 |

## Resultaten grandslamtoernooien
| Legenda | Legenda                          |
| ------- | -------------------------------- |
| g.t.    | geen toernooi gehouden           |
| l.c.    | lagere categorie                 |
| –       | niet deelgenomen                 |
| G       | uitgeschakeld in de groepsfase   |
| 1R      | uitgeschakeld in de eerste ronde |
| 2R      | uitgeschakeld in de tweede ronde |
| 3R      | uitgeschakeld in de derde ronde  |
| 4R      | uitgeschakeld in de vierde ronde |
| KF      | uitgeschakeld in de kwartfinale  |
| HF      | uitgeschakeld in de halve finale |
| F       | de finale verloren               |
| W       | het toernooi gewonnen            |
| w-v     | winst/verlies-balans             |

### Enkelspel
| Toernooi        | 2001 | 2002 | 2003 | 2004 | 2005 |    | 2007 | 2008 | 2009 | 2010 | 2011 | 2012 | 2013 |
| --------------- | ---- | ---- | ---- | ---- | ---- | -- | ---- | ---- | ---- | ---- | ---- | ---- | ---- |
| Australian Open | –    | –    | 1R   | –    | 3R   | –  | –    | 2R   | 3R   | 2R   | 1R   | –    |      |
| Roland Garros   | –    | –    | –    | –    | –    | –  | –    | –    | 1R   | 2R   | 1R   | 1R   |      |
| Wimbledon       | 1R   | 3R   | 1R   | 2R   | 1R   | 1R | 2R   | 2R   | 1R   | 2R   | 2R   | 1R   |      |
| US Open         | –    | –    | –    | –    | –    | –  | –    | –    | 2R   | 2R   | –    | –    |      |

### Vrouwendubbelspel
| Toernooi        | 2001 | 2002 | 2003 | 2004 | 2005 |    | 2007 | 2008 | 2009 | 2010 | 2011 | 2012 |
| --------------- | ---- | ---- | ---- | ---- | ---- | -- | ---- | ---- | ---- | ---- | ---- | ---- |
| Australian Open | –    | –    | –    | –    | –    | –  | –    | –    | 2R   | –    | –    |      |
| Roland Garros   | –    | –    | –    | –    | –    | –  | –    | –    | –    | –    | –    |      |
| Wimbledon       | 1R   | 1R   | 1R   | 1R   | 2R   | 1R | 1R   | 1R   | 2R   | –    | 1R   |      |
| US Open         | –    | –    | –    | –    | –    | –  | –    | –    | –    | –    | –    |      |

### Gemengd dubbelspel
| Australian Open | –  | –  | –  | –  | –  | –  | –  |
| Roland Garros   | –  | –  | –  | –  | –  | –  | –  |
| Wimbledon       | 3R | 1R | 1R | 1R | 2R | 2R | 2R |
| US Open         | –  | –  | –  | –  | –  | –  | –  |